# Feröer közlekedése

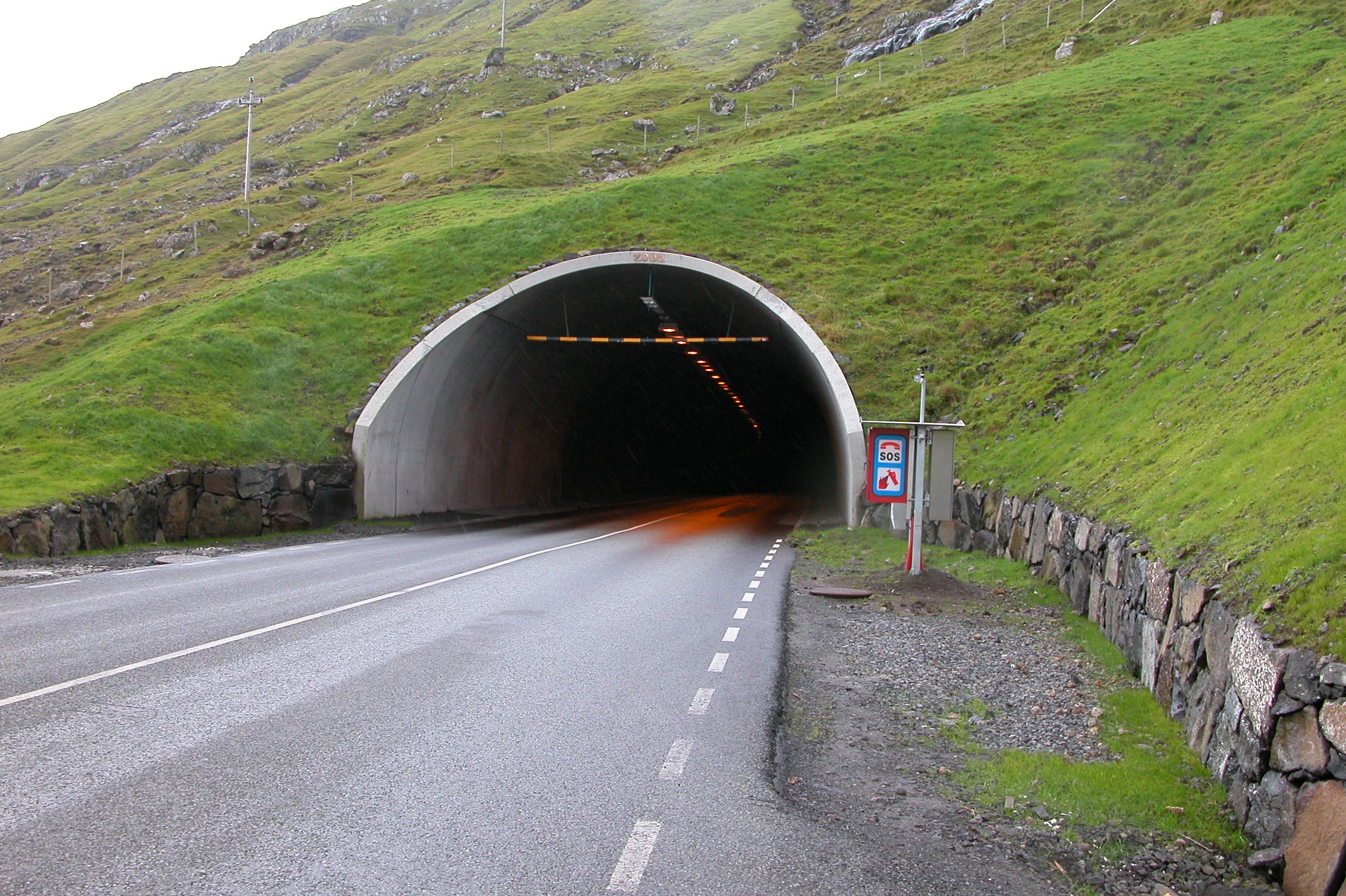
A Vágatunnilin bejárata Streymoy szigetén

Feröer közlekedése a légi, a vízi és a közúti közlekedésen alapszik. Nemzetközi viszonylatban az Atlantic Airways repülőjáratai és a Norröna autókomp nyújt eljutási lehetőséget. A belföldi forgalomban a kompközlekedés és a közúti közlekedés meghatározó, melyek közül az alagútépítések miatt fokozatosan az utóbbi kerül előtérbe. Az elzártabb szigetek megközelíthetőségét helikopterrel biztosítják.

## Nemzetközi közlekedés

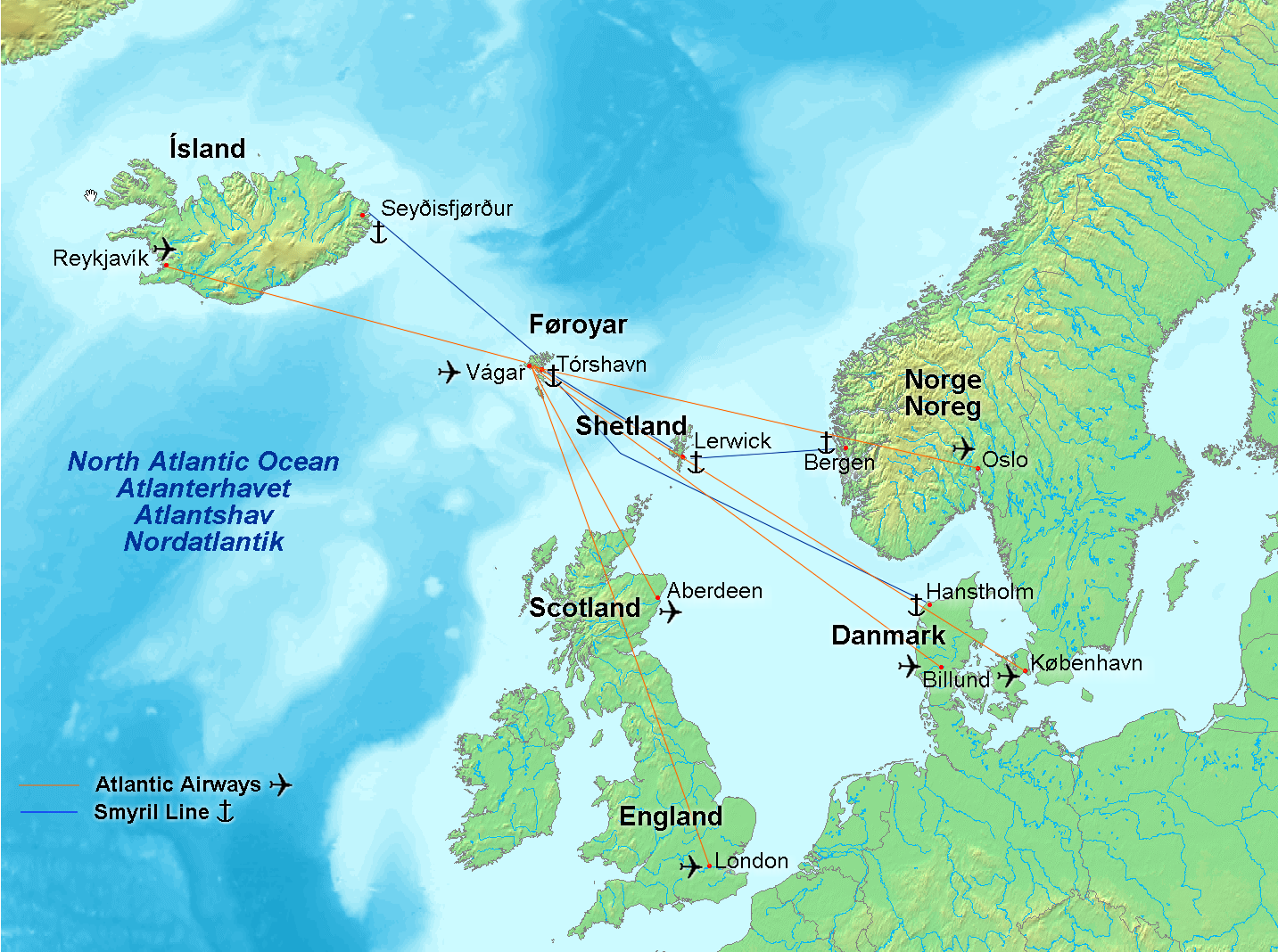
Feröer nemzetközi összeköttetései

Feröer két legfontosabb távolsági közlekedési csomópontja a Vágari repülőtér és a tórshavni kikötő. 2002 óta a kettőt egy tenger alatti alagút, a Vágatunnilin köti össze.
A repülőtér Vágar szigetén található, és eredetileg katonai repülőtérnek építették. 1963 óta működik polgári repülőtérként; ez a bázisrepülőtere az Atlantic Airways nevű nemzeti légitársaságnak (valamint megszűnéséig a FaroeJetnek is). A legfontosabb úticél Koppenhága, de ezenkívül más dán, brit, norvég, izlandi célpontokra is repülnek.
Tórshavn a honos kikötője a Nörröna autókompnak, amely Dánia, Norvégia, Izland és Shetland felé teremt menetrend szerinti összeköttetést.

## Belföldi közlekedés

### Hajózás

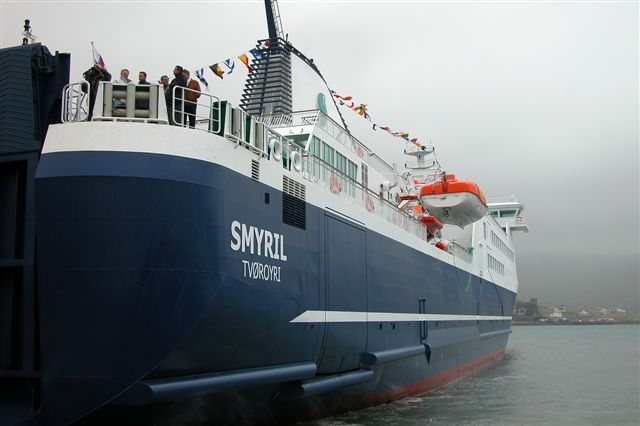
Az M/F Smyril komp 2005 decemberében

Az első menetrend szerinti kompjárat a szigetek között 1896-ban indult el. Ma is közlekednek kompok azokra a szigetekre, amelyek nem kapcsolódnak a közúthálózathoz; ezeket a Strandfaraskip Landsins üzemelteti. A legnagyobb komphajó az M/F Smyril.
Feröeren hat világítótorony található, valamint saját halászflottával rendelkezik. A legtöbb hajó hazai gyártású. A kereskedelmi flotta hét hajóból áll, és nemzetközi vizeken 1940 óta feröeri zászló alatt hajózik.
A feröeri csónakot partmenti hajózásra használják; ez a viking hajóval rokon evezőscsónak.

### Közúti közlekedés

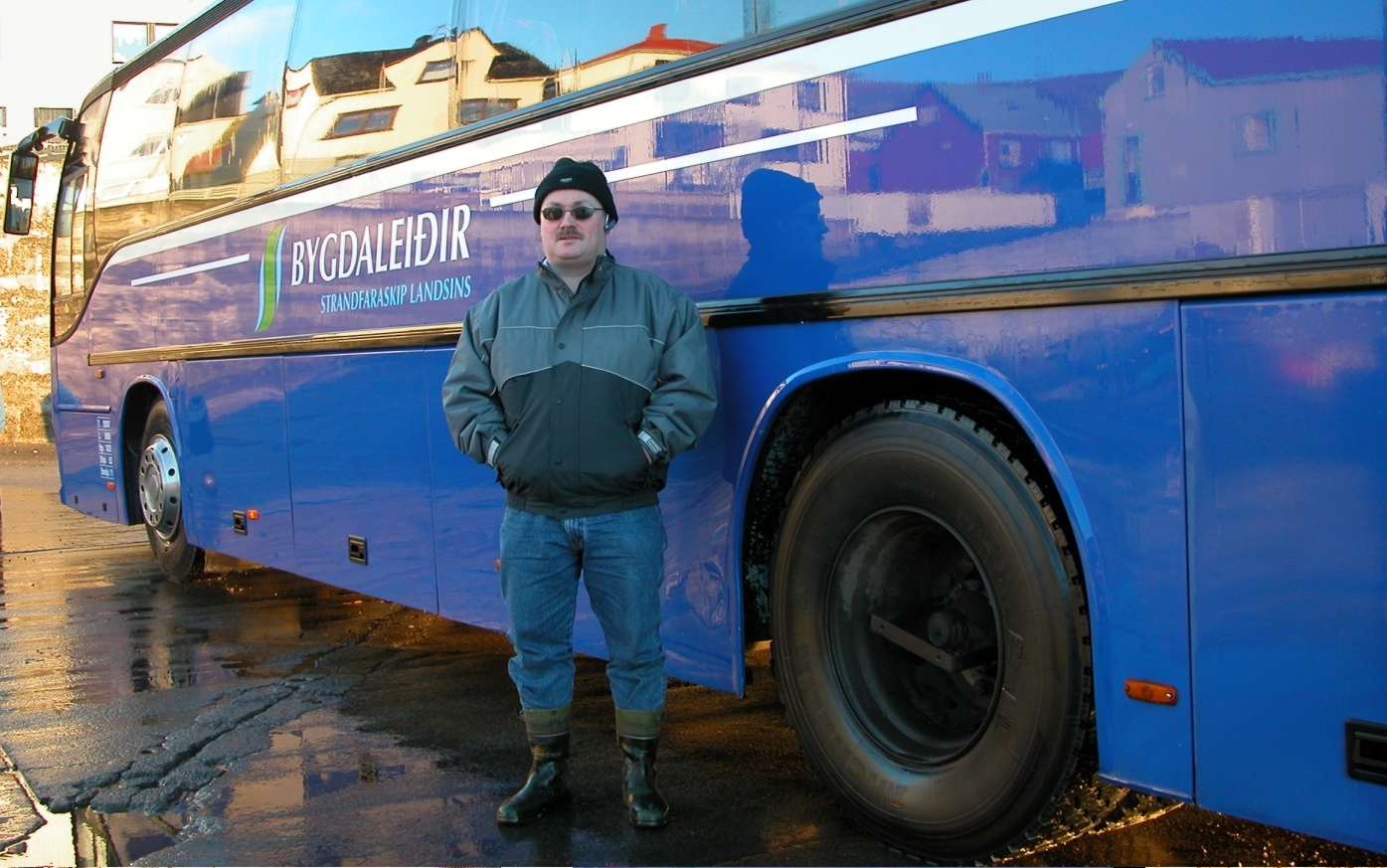
Helyközi autóbusz (a városi piros színű)

A szigeteken 1908-ban épült meg az első, településeket összekötő út. Napjainkban a csaknem teljesen aszfaltozott úthálózat minden települést elér, amelyik nem egyedüli az adott szigeten. Az úthálózat hossza 463 km. A három legnagyobb (Streymoy, Vágar, Eysturoy) és további három viszonylag nagy szigetet alagutak, hidak és töltések kötnek össze, így a lakosság 80%-a közúton kapcsolatban áll. A további nagyobb szigeteket korszerű autókompok kötik be a hálózatba.
Az úthálózaton jobb oldali közlekedési rend van érvényben. A sebességhatárok lakott területen kívül 80 km/h, lakott területen 50 km/h, de sok helyütt 30 km/h-s övezeteket jelöltek ki.
A helyközi autóbuszközlekedést az állami Strandfaraskip Landsins közlekedési társaság kék autóbuszai szolgáltatják, az ország legtöbb területére legalább napi elérést biztosítva. A fővárosban helyi buszhálózat is működik, amely a város nagy részét feltárja; a piros színű városi buszok Tórshavn község megrendelésére közlekednek.
Feröeren 2009. január 1-jén 27 750 gépkocsit tartottak nyilván, ebből 20 293 személyautót. Ez 416 személygépkocsit jelent ezer főre vetítve. A motorizáció szintje dinamikusan emelkedett az elmúlt években: 2000-ben még csak 311 volt az ezer főre jutó személyautók száma.

### Légi közlekedés
Az Atlantic Airways a hét három napján helikopterjáratokat üzemeltet, amelyek főként a nehezen megközelíthető települések számára fontosak, de a turisták körében is közkedveltek.

### Külső hivatkozások
- Vágari repülőtér (feröeri, angol)
- Strandfaraskip Landsins (feröeri)
- A közlekedési hálózat térképe, Landsverk (feröeri)